# Foglizzo
Foglizzo là một đô thị ở tỉnh Torino trong vùng Piedmont, có vị trí cách khoảng 25 km về phía đông bắc của Torino, nước Ý. Tại thời điểm ngày 31 tháng 12 năm 2004, đô thị này có dân số 2.188 người và diện tích là 15,7 km².
Foglizzo giáp các đô thị: San Giorgio Canavese, San Giusto Canavese, Caluso, Bosconero, San Benigno Canavese, và Montanaro.